# Alex Docherty
Alex Docherty, född 6 maj 1904, död 3 november 1973, var en friidrottare från Kanada. Han deltog vid olympiska sommarspelen 1928.